# آب‌انبار حاجی علی‌اکبر
آب‌انبار حاجی علی اکبر مربوط به دوره صفوی تا دوره زند است و در یزد، محدوده چاه اکرمیه، کیلومتری ۲ جاده خویدک واقع شده و این اثر در تاریخ ۲۷ بهمن ۱۳۸۷ با شمارهٔ ثبت ۲۴۷۵۴ به‌عنوان یکی از آثار ملی ایران به ثبت رسیده است.